# Spajka
Spajka (ros. Спайка) – wieś (dieriewnia) w Rosji, w obwodzie omskim, w rejonie kormiłowskim. W 2010 liczyła 223 mieszkańców.